# Navezuelas
Navezuelas là một đô thị trong tỉnh Cáceres, Extremadura, Tây Ban Nha. Theo điều tra dân số 2005 (INE), đô thị này có dân số là 740 người.
- Photos
- Location (Google-maps)

39°31′B 5°25′T / 39,517°B 5,417°T